# Šaban Šaulić
 (mars 2017).
Si vous disposez d'ouvrages ou d'articles de référence ou si vous connaissez des sites web de qualité traitant du thème abordé ici, merci de compléter l'article en donnant les références utiles à sa vérifiabilité et en les liant à la section « Notes et références ».
Šaban Šaulić (né le 6 septembre 1951 à Šabac (Serbie) et mort le 17 février 2019 en Allemagne à Bielefeld) était un chanteur serbe.
Extrêmement populaire dans l'ancienne Yougoslavie, surnommé le « Roi de la musique populaire » (kralj narodne muzike en serbe), son répertoire très varié.

## Biographie
Šaban Šaulić est né à Šabac. Sa mère, Ilduza Demirović, est originaire de Bijeljina en Bosnie-Herzégovine. Son père est mort alors qu'il était en Australie pour une tournée pour le Nouvel An. Il n'a pas pu assister aux funérailles de son père le lendemain et a souvent dit qu'il n'arriverait jamais à s'en remettre.
En 1970, il fait son service militaire dans l'armée yougoslave à Bitola dans l'actuelle Macédoine du Nord.
Il épouse sa femme, Gordana (née en 1958), en 1974. Le couple se sépare brièvement en 1985, mais est réuni à nouveau après une période de séparation de 20 jours, après quoi ils renouvellent leurs vœux. Pendant cette période de séparation, Šaban Šaulić écrit et publie une chanson à succès pour son album de 1985, Kafanska noć, intitulée Gordana, pour son épouse. Ensemble, le couple a trois enfants : Mihajlo, Sanela et Ilda, qui suit les traces de son père et poursuit une carrière de chanteuse.

### Mort
Aux premières heures du 17 février 2019, Šaban Šaulić est conduit chez lui après un concert donné la veille en Allemagne avec un ami et un chauffeur. Vers 6 h 50, sur l’autoroute A2 entre Bielefeld et Gütersloh, un conducteur sans permis entre en collision avec la voiture du chanteur, causant des blessures graves au conducteur, à Šaulić et au troisième passager. Tous les trois sont emmenés à l'hôpital, où Šaban Šaulić meurt.
La nouvelle de la mort de Šaulić a suscité beaucoup de chagrin parmi la scène musicale des Balkans ; plusieurs de ses collègues se sont exprimés sur les réseaux sociaux pour pleurer la perte de l'homme que beaucoup avaient couronné le « roi de la musique folklorique traditionnelle » (Kralj Narodne Muzike)[réf. nécessaire].

## Discographie
- 1976 : Šaban Šaulić
- 1978 : Dva galeba bela
- 1979 : Dođi da ostarimo zajedno
- 1980 : Ponovo smo na početku sreće
- 1981 : Meni je s tobom sreća obećana
- 1982 : Svetlana
- 1984 : Tebi ne mogu da kažem ne
- 1985 : Kafanska noć
- 1986 : Kad bi čaša znala
- 1986 : Vanredan album
- 1987 : Kralj Boema, Verujem u ljubav
- 1988 : Samo za nju
- 1988 : Ljubav je velika tajna
- 1989 : Ljubav je pesma i mnogo više
- 1990 : Pomoži mi druže, pomoži mi brate
- 1992 : Andjeoska Vrata
- 1994 : Ljubavna drama
- 1995 : Volim da volim
- 1996 : Tebi koja si ostala
- 1997 : Od srca
- 1998 : Ljubav je slatka robija
- 1998 : Tebe da zaboravim
- 2000 : Za novi milenijum
- 2001 : Album 2001
- 2002 : Kralj i sluga
- 2003 : Album 2003 - Live
- 2004 : Album 2004
- 2005 : Telo uz telo
- 2006 : Bogati siromah
- 2008 : Milicu Stojan Voleo